# Centrum-Noord
Centrum-Noord is een buurt (buurt 3) in het noorden van het dorp Oud-Beijerland, gemeente Hoeksche Waard, in de Nederlandse provincie Zuid-Holland. De buurt heeft een oppervlakte van 20 ha, waarvan 14 ha water. Centrum-Noord grenst in het noorden aan het Spui, in het westen aan de Spuioeverwijk, in het zuiden aan Centrum-Zuid en in het oosten aan de Oosterse Gorzenwijk en de Gorzenhoek. De buurt telt 590 inwoners (2013).
Centrum-Noord, vormt samen met Centrum-Zuid het centrum van Oud-Beijerland. In Noord zijn de meeste winkels te vinden en is er minder plaats voor woongelegenheid. Het kerkgebouw van de Vrijzinnige Geloofsgemeenschap NPB staat aan de Beneden Oostdijk in Noord, net als de jachthaven van het dorp.
- Ankerplaats
- Bakboord
- Bierkade
- Bootstraat
- Buitenhavenstraat
- Gedempte Spui
- Havendam

- Havenpad
- Kaapstander
- Marktplein
- Molendijk
- Molensteeg
- Oostdijk
- Oostkade

- Scheepmakershaven
- Spuidijk
- Spuisteeg
- Spuizicht
- Stuurboord
- Vierwiekenplein
- De Werf

Wijk 00: De Bosschen · De Hoogerwerf · Centrum-Noord · Centrum-Zuid · Croonenburghwijk · Landelijk gebied · Oosterse Gorzenwijk (Gorzenhoek) · Poortwijk (Poortwijk I, II en III) · Spuioeverwijk · Zeeheldenwijk · Zinkweg · Zoomwijck · Zuidwijk